# Prigradina
Prigradina (cyr. Приградина) – wieś w Czarnogórze, w gminie Nikšić. W 2011 roku liczyła 39 mieszkańców.